# Rémy Victor Vancottem

Wappen von Rémy Vancottem

Rémy Victor Vancottem (* 25. Juli 1943 in Tubize) ist ein belgischer Geistlicher und emeritierter römisch-katholischer Bischof von Namur.

## Leben
Der Erzbischof von Mecheln-Brüssel Léon-Joseph Kardinal Suenens weihte ihn am 27. Juni 1969 zum Priester.
Papst Johannes Paul II. ernannte ihn am 15. Februar 1982 zum Weihbischof in Mecheln-Brüssel und Titularbischof von Unizibira. Der Erzbischof von Mecheln-Brüssel Godfried Danneels spendete ihm am 21. März desselben Jahres die Bischofsweihe; Mitkonsekratoren waren Jean-Baptiste Musty, Weihbischof in Namur, Paul Constant Schoenmaekers, Weihbischof in Mecheln-Brüssel, Jean Huard, Bischof von Tournai, und Emiel-Jozef De Smedt, Bischof von Brügge. Als Wahlspruch wählte er Et votre joie sera parfaite .
Papst Benedikt XVI. ernannte ihn am 31. Mai 2010 zum Bischof von Namur. Papst Franziskus nahm am 5. Juni 2019 seinen altersbedingten Rücktritt an.